# Постригай, Юрий Викторович
Ю́рий Ви́кторович Пострига́й (31 августа 1988, Свердловск) — российский гребец-байдарочник, спринтер, выступающий за сборную России с 2006 года. Олимпийский чемпион, двукратный чемпион Европы, двукратный чемпион мира, победитель летней Универсиады в Казани, восемнадцатикратный чемпион России. Выступает за Москву и Нижегородскую область, заслуженный мастер спорта России.

## Биография
Родился 31 августа 1988 года в городе Свердловске (ныне Екатеринбург). Заниматься греблей начал по инициативе матери в десятилетнем возрасте. Сначала задумывался о карьере футболиста, но потом сделал выбор в пользу гребли на байдарках: «Там бассейн — всё такое интересное, разнообразное, а в футболе только мячик пинают». Позже поступил в школу высшего спортивного мастерства Тверской области, постепенно его результаты улучшались. Благодаря череде удачных выступлений в 2006 году прошёл отбор в национальную команду и стал принимать участие в крупнейших международных стартах, уже в дебютном сезоне сразу занял четвёртое место на чемпионате Европы в Афинах в программе двухместных байдарок на дистанции 500 м.
На чемпионате мира 2009 года в канадском Галифаксе на дистанции 200 м финишировал пятым, год спустя в той же дисциплине был шестым на первенстве Европы в испанской Тразоне, тогда как на мировом первенстве в Познани вновь смог добраться только до четвёртой позиции, кроме того, завоевал звание чемпиона России. В 2011 году с двойкой выиграл двухсотметровую дистанцию на молодёжном чемпионате Европы и стал золотым медалистом взрослого чемпионата Европы в Белграде, где одержал победу на одиночке в программе 500 м. На чемпионате мира в венгерском Сегеде завоевал бронзовую медаль, заняв третье место среди одноместных байдарок на полукилометровой дистанции.
После того как гребля на байдарках-двойках в 200 м была включена в олимпийскую программу, Юрий Постригай, уже двукратный чемпион национального первенства, отобран для участия на летних Олимпийских играх 2012 года в Лондоне. Со своим новым партнёром Александром Дьяченко он приступил к тренировкам лишь в апреле всего за несколько месяцев до начала соревнований, однако впоследствии им удалось финишировать первыми и на предварительном этапе, и в полуфинале, и в финальной гонке. Таким образом, Постригай и Дьяченко стали первыми в истории олимпийскими чемпионами в дисциплине К-2 200 м и первыми олимпийскими чемпионами в новейшей истории России на байдарках-двойках.
Сезон 2012—2013 выдался очень напряженным. Юрий Постригай и Александр Дьяченко выходили несколько раз на пик спортивной формы. Они 26 раз с отрывом больше чем в полкорпуса лодки приходили к финишу впереди всех. На чемпионате мира в Дуйсбурге Юрий и Александр установили мировой рекорд с результатом 31.180 секунды. Предыдущий рекорд был установлен в 2010 году сборной командой Франции 31.550.
Чемпионат мира в Дуйсбурге запомнился серебряным выступлением этих ребят в эстафете 4×200 м. В этот состав вошли сильнейшие спринтеры России: Юрий Постригай, Александр Дьяченко, Максим Молочков, Олег Харитонов.
В 2015 году очень напряженным выдался предолимпийский сезон. Была проделана большая работа над ошибками, после неудачного выступления на чемпионате мира в Москве 2014 году.
На чемпионате мира в финальном заезде выдался курьезный случай, объявили фальстарт после прохождения дистанции. Дело было в том, что англичане сделали движение раньше остальных, судья нажал кнопку оповещения о фальстарте и звуковой сигнал не сработал, все были настолько сфокусированы на борьбу, что не слышали звука о фальстарте. Спустя 40 минут все лодки вышли на старт и команда из России заняла 2 место, пропустив вперед команду Венгрии. Отставание составило 0.034 сек.
В 2017 году избран на пост в комиссию спортсменов международной федерации гребли. Курирует и отстаивает интересы от Российской Федерации. В том же году вместе с Александром Дьяченко вошли как организаторы в ежегодный международный турнир по гребле на байдарках и каноэ Кубок братьев Агеевых.
После перерыва в два с половиной года, экипаж в составе Постригай — Дьяченко вновь воссоединился и победил на чемпионате мира в Венгрии в 2019 году на своей коронной дистанции — байдарка двойка 200 метров.

## Личная жизнь
Помимо спорта Юрий закончил Московский финансово-юридический университет и получил магистерскую степень в Московской государственной академии физической культуры. Жена — Анастасия Игоревна Постригай, сын — Михаил (род. 2013), дочь София (род. 2018).
По вероисповеданию является христианином .

## Награды
- Орден Дружбы (13 августа 2012 года) — за большой вклад в развитие физической культуры и спорта, высокие спортивные достижения на Играх XXX Олимпиады 2012 года в городе Лондоне (Великобритания)[6].
- Почётная грамота Президента Российской Федерации (19 июля 2013 года) — за высокие спортивные достижения на XXVII Всемирной летней универсиаде 2013 года в городе Казани[7].
- Заслуженный мастер спорта России (20 августа 2012 года)[8].